# Massimo Lenchantin de Gubernatis
Massimo Lenchantin de Gubernatis (Turín, 1884 - 1950) fue un métrico y académico italiano.

## Biografía
Latinista, enseñó en la Escuela Superior Baldessano de Carmagnola, en el Liceo clásico Cavour y en el Liceo Alfieri de Turín, en la Universidad de Cagliari y en Pavia. Ediciones curadas de escritores clásicos (también con comentarios para la enseñanza: las Odas de Horacio, los carmina de Catulo, etc.)
Su "Manual de prosodia y métrica griega" y el "Manual de prosodia y métrica latina" fueron ampliamente utilizados en las escuelas. En particular, este último fue escrito en Pavia y finalizó el 21 de abril de 1934 (como puede leerse en el prefacio); La dedicación, al comienzo del volumen, es: A mi esposa Tyte quoniam concordes egimus annos auferat hora duos eadem ...